# 定時點
定時點是針對公共汽車過早到達中途站的解決措施。由於公共汽車運輸不同於鐵路，若果路面暢順，很多時會出現過早到達中途站情況。為免令乘客為此產生不便，部份公共汽車路線會於分站設立定時點，公共汽車若早於定時點指明之時間到站，則須待至該時間才開出。若果巴士遲於定時點之時間，則可直接開出。但由於巴士會阻礙其他路線之巴士靠站，定時點的構思只適用於交通較疏落的地區。

## 作用
巴士與鐵路不同，行車時間受路面狀況影響。若路面暢通，巴士或會有機會提早到達中途站。為方便乘客預算候車時間，部份巴士路線會於個別分站設立定時點。行走有關路線的巴士，須於有關定時點車站稍作停留，直至編定時間才能開出；反之如巴士於編定時間或之後到達該車站，則可繼續車程。
現時大多數設有定時點的巴士線均為循環線，且設於該線的循環線折返站，目的是避免回程方向班次受去程的交通狀況影響而脫班，使班次穩定性能媲美雙邊總站運作的路線。

## 爭議

### 定時點站位阻塞
由於巴士須於定時點車站稍作停留，設有定時點的分站需確保不會阻礙其他停靠該站巴士路線開出；惟九龍巴士70K線於其定時點車站－清河邨總站的站頭，設於其中一條寬度屬單坑的車坑，導致繁忙時間會阻礙其他停靠該車坑的路線（如：277E及277P線）開出。其後70K線位於清河邨總站的站位亦作出遷移。

### 等候時間過長
此外，九龍巴士273A線的定時點設於其循環線折返點華明，惟部份乘客的車程會橫跨定時點，例如由粉嶺站前往華明邨康明樓，且部份巴士更會於定時點停留逾8分鐘，比由華明步行前往康明樓站落車乘客的主要目的地－雍盛苑及昌盛苑的路程還要長，導致部份乘客選擇於華明落車步行前往有關目的地或改為乘搭273線。有見及此，九巴安排乘客可於華明總站免費轉乘較先開出的班次繼續行程。